# Países Bajos en los Juegos Olímpicos de Ámsterdam 1928
Los Países Bajos estuvieron representados en los Juegos Olímpicos de Ámsterdam 1928 por un total de 266 deportistas que compitieron en 17 deportes.  
El portador de la bandera en la ceremonia de apertura fue el boxeador Sam Olij.

## Medallistas
El equipo olímpico neerlandés obtuvo las siguientes medallas:
| Nombre | Deporte             | Competición                  |
| --- | ------------------- | ---------------------------- |
| Oro |                     |                              |
| Lambertus van Klaveren                                                                                               | Boxeo               | Pluma (57,2 kg) M            |
| Bernard Leene Daan van Dijk                                                                                          | Ciclismo en pista   | Tándem M                     |
| Equipo | Gimnasia artística  | Concurso completo por eqs. F |
| Charles Pahud de Mortanges (Marcroix) Gerard de Kruijff (Va-T'en) Adolf van der Voort van Zijp (Silver Piece)        | Hípica              | Concurso completo por eqs.   |
| Charles Pahud de Mortanges                                                                                           | Hípica              | Concurso completo ind.       |
| Marie Braun | Natación            | 100 m espalda F              |
| Plata |                     |                              |
| Lien Gisolf | Atletismo           | Salto de altura F            |
| Antonius Mazairac | Ciclismo en pista   | Velocidad ind. M             |
| Johannes Maas Piet van der Horst Janus Braspennincx Jan Pijnenburg                                                   | Ciclismo en pista   | Persecución por eqs. M       |
| Gerard Bosch van Drakestein                                                                                          | Ciclismo en pista   | 1000 m contrarreloj M        |
| Gerard de Kruijff (Va-T'en)                                                                                          | Hípica              | Concurso completo por eqs.   |
| Equipo | Hockey sobre hierba | Torneo M                     |
| Marie Braun | Natación            | 400 m libre F                |
| Mietje Baron | Natación            | 200 m braza F                |
| Gerard de Vries Lentsch Maarten de Wit Lambertus Doedes Hendrik Kersken Johannes van Hoolwerff Cornelis van Staveren | Vela                | 8 Metre M                    |
| Bronce |                     |                              |
| Karel Miljon | Boxeo               | Semipesado (79,4 kg) M       |
| Jan van Reede (Hans) Pierre Versteegh (His Excellence) Gerard le Heux (Valérine)                                     | Hípica              | Doma por eqs.                |
| August Scheffer | Halterofilia        | 75 kg M                      |
| Johannes Verheijen                                                                                                   | Halterofilia        | 82,5 kg M                    |